# Andrea Lee (Squashspielerin)
Andrea Lee (* 2. Dezember 1998 in Kuala Lumpur) ist eine ehemalige malaysische Squashspielerin.

## Karriere
Andrea Lee spielte erstmals im Jahr 2014 auf der PSA World Tour und gewann zwei Titel. Ihre höchste Platzierung in der Weltrangliste erreichte sie mit Rang 74 im Oktober 2017. Bei den Südostasienspielen 2017 gehörte sie zum malaysischen Aufgebot und gewann sowohl mit der Mannschaft als auch im Doppelwettbewerb mit Rachel Arnold die Goldmedaille. Bereits bei den Junioren war Lee sehr erfolgreich: sie wurde 2015 Asienmeisterin bei den Juniorinnen.

## Erfolge
- Gewonnene PSA-Titel: 2